# Masters of the Dark Arts
Masters of the Dark Arts – drugi album zespołu La Coka Nostra wydany w 2012 roku. Na płycie gościnnie pojawiają się tacy artyści jak Vinnie Paz, Sean Price, Thirstin Howl III, Sick Jacken oraz Big Left.

## Lista utworów
| Nr. | Tytuł                                      | Autor/zy                                                       | Producent/ci              | Długość |
| --- | ------------------------------------------ | -------------------------------------------------------------- | ------------------------- | ------- |
| 1.  | My Universe (ft. Vinnie Paz)               | P.Baril, William Braunstein, George Carroll, Vincenzo Luvineri | Statik Selektah           | 4:00    |
| 2.  | Creed of the Greedier                      | W.Braunstein, G. Carroll, Daniel O'Connor                      | Sicknature                | 3:43    |
| 3.  | Mossad                                     | W.Braunstein, G. Carroll                                       | DJ Lethal, Scott Stallone | 3:16    |
| 4.  | Mind Your Business                         | W. Braunstein, G.Carroll/C.E.Martin                            | DJ Premier                | 4:35    |
| 5.  | Electronic Funeral (ft. Sean Price)        | W. Braunstein, G.Carroll/E.Dubock, Sean Price                  | Beat Butcha               | 3:33    |
| 6.  | The Story Goes On                          | W.Braunstein, G.Carroll                                        | DJ Lethal                 | 3:34    |
| 7.  | Letter To Ouisch                           | W.Braunstein                                                   | Ill Bill, DJ Lethal       | 2:37    |
| 8.  | Snow Beach (ft. Thirstin Howl the 3rd)     | W. Braunstein, G. Carroll, T. Howl III                         | Jack Of All Trades        | 4:01    |
| 9.  | The Eyes of Santa Muerte (ft. Sick Jacken) | W. Braunstein, G.Carroll/J.Gonzalez                            | Ill Bill                  | 4:31    |
| 10. | Murder World                               | W.Braunstein, G.Carroll/Craig Lanciani                         | C-Lance                   | 2:45    |
| 11. | Coka Kings (ft. Vinnie Paz)                | W.Braunstein, G.Carroll/Craig Lanciani/V.Luvineri              | C-Lance                   | 3:48    |
| 12. | .38 Revolver (ft.Big Left)                 | W. Braunstein, G.Carroll/J.Faster                              | Sicknature                | 3:59    |
| 13. | Malverde Market                            | W. Braunstein, G.Carroll                                       | Ill Bill                  | 3:11    |
| 14. | Masters Of The Dark Arts                   | W.Braunstein, G.Carroll                                        | DJ Lethal                 | 2:43    |

Dodatkowe Utwory dostępne na Itunes
| Nr. | Tytuł                                        | Producent/ci | Długość |
| --- | -------------------------------------------- | ------------ | ------- |
| 15. | Everybody Down (ft.Jaysaun i Q-Unique        | C-Lance      | 3:34    |
| 16. | No Hay Tiempo Para Mañana (feat. Outerspace) | C-Lance      | 3:03    |

## Przyjęcie albumu przez krytyków muzycznych
Adam Fleisher z magazynu XXL zauważył, że ,,La Coka Nostra zostaje zdecydowanie wierna swojej stylistyce na nowym albumie'' i ,,że są naprawdę ,,Masters Of The Dark Arts''' ''. HipHopDX dał pozytywną recenzje temu albumowi i stwierdził, że album był ,,złowrogi i zdecydowanie nie był radosny omijając tematykę pop''. Peter Marrack od Exclaim! dał również pozytywną opinie albumowi i stwierdził, że album był ,,mniej więcej biletem w jedną stronę do piekła''

## Zestawienia
| Zestawienia (2012)                    | Zajęta Pozycja |
| ------------------------------------- | -------------- |
| Swiss Album (Schweizer Hitparade)     | 21             |
| US Independent Albums (Billboard)     | 40             |
| US Top R&B/Hip-Hop Albums (Billboard) | 31             |